# DSA-542
La DSA-542 es una carretera perteneciente a la Red Secundaria de la Diputación Provincial de Salamanca que une la localidad de Villaseco de los Gamitos con la carretera SA-302.
Además, también pasa por las localidades de Gejuelo del Barro y Campo de Ledesma.

## Recorrido
La carretera DSA-542 tiene su origen en Villaseco de los Gamitos en la intersección con las carreteras CL-517 y DSA-430 y termina en la intersección con la carretera SA-302 en Villaseco de los Reyes formando parte de la Red de carreteras de Salamanca.
| Villaseco de los Gamitos (Intersección con / ) - Villaseco de los Reyes (Intersección con ) | Villaseco de los Gamitos (Intersección con / ) - Villaseco de los Reyes (Intersección con ) | Villaseco de los Gamitos (Intersección con / ) - Villaseco de los Reyes (Intersección con ) | Villaseco de los Gamitos (Intersección con / ) - Villaseco de los Reyes (Intersección con ) | Villaseco de los Gamitos (Intersección con / ) - Villaseco de los Reyes (Intersección con ) | Villaseco de los Gamitos (Intersección con / ) - Villaseco de los Reyes (Intersección con ) | Villaseco de los Gamitos (Intersección con / ) - Villaseco de los Reyes (Intersección con ) | Villaseco de los Gamitos (Intersección con / ) - Villaseco de los Reyes (Intersección con ) | Villaseco de los Gamitos (Intersección con / ) - Villaseco de los Reyes (Intersección con ) | Villaseco de los Gamitos (Intersección con / ) - Villaseco de los Reyes (Intersección con ) | Villaseco de los Gamitos (Intersección con / ) - Villaseco de los Reyes (Intersección con ) |
| Esquema                                                                                     | PK                                                                                          | Sentido Villaseco de los Reyes                                                              | Sentido Villaseco de los Reyes                                                              | Sentido Villaseco de los Reyes                                                              | Sentido Villaseco de los Reyes                                                              | Sentido Villaseco de los Gamitos                                                            | Sentido Villaseco de los Gamitos                                                            | Sentido Villaseco de los Gamitos                                                            | Sentido Villaseco de los Gamitos                                                            | Incidencias                                                                                 |
| Esquema                                                                                     | PK                                                                                          | Velocidad                                                                                   | Elemento                                                                                    | Salida                                                                                      | Salida                                                                                      | Salida                                                                                      | Salida                                                                                      | Elemento                                                                                    | Velocidad                                                                                   | Incidencias                                                                                 |
| Esquema                                                                                     | PK                                                                                          | Velocidad                                                                                   | Elemento                                                                                    | Dir.                                                                                        | Nombre                                                                                      | Nombre                                                                                      | Dir.                                                                                        | Elemento                                                                                    | Velocidad                                                                                   | Incidencias                                                                                 |
| ------------------------------------------------------------------------------------------- | ------------------------------------------------------------------------------------------- | ------------------------------------------------------------------------------------------- | ------------------------------------------------------------------------------------------- | ------------------------------------------------------------------------------------------- | ------------------------------------------------------------------------------------------- | ------------------------------------------------------------------------------------------- | ------------------------------------------------------------------------------------------- | ------------------------------------------------------------------------------------------- | ------------------------------------------------------------------------------------------- | ------------------------------------------------------------------------------------------- |
|                                                                                             | 0,0                                                                                         |                                                                                             |                                                                                             | Villar de Peralonso Vitigudino                                                              | Villar de Peralonso Vitigudino                                                              | Villar de Peralonso Vitigudino                                                              |                                                                                             |                                                                                             |                                                                                             |                                                                                             |
| Villasdardo Cipérez                                                                         | 0,0                                                                                         |                                                                                             |                                                                                             |                                                                                             |                                                                                             |                                                                                             |                                                                                             |                                                                                             |                                                                                             |                                                                                             |
| Zafrón Salamanca Encina de San Silvestre                                                    | 0,0                                                                                         |                                                                                             |                                                                                             |                                                                                             |                                                                                             |                                                                                             |                                                                                             |                                                                                             |                                                                                             |                                                                                             |
|                                                                                             | 0,6                                                                                         |                                                                                             |                                                                                             | VILLASECO DE LOS GAMITOS                                                                    | VILLASECO DE LOS GAMITOS                                                                    | VILLASECO DE LOS GAMITOS                                                                    | VILLASECO DE LOS GAMITOS                                                                    |                                                                                             |                                                                                             |                                                                                             |
|                                                                                             | 4,6                                                                                         |                                                                                             |                                                                                             | GEJUELO DEL BARRO                                                                           | GEJUELO DEL BARRO                                                                           | GEJUELO DEL BARRO                                                                           | GEJUELO DEL BARRO                                                                           |                                                                                             |                                                                                             |                                                                                             |
|                                                                                             | 5,0                                                                                         |                                                                                             |                                                                                             |                                                                                             | Ledesma                                                                                     | Ledesma                                                                                     |                                                                                             |                                                                                             |                                                                                             |                                                                                             |
|                                                                                             | 5,0                                                                                         | Tremedal de Tormes Villar de Peralonso                                                      |                                                                                             |                                                                                             |                                                                                             |                                                                                             |                                                                                             |                                                                                             |                                                                                             |                                                                                             |
|                                                                                             | 5,0                                                                                         |                                                                                             |                                                                                             | GEJUELO DEL BARRO                                                                           | GEJUELO DEL BARRO                                                                           | GEJUELO DEL BARRO                                                                           | GEJUELO DEL BARRO                                                                           |                                                                                             |                                                                                             |                                                                                             |
|                                                                                             | 9,3                                                                                         |                                                                                             |                                                                                             | CAMPO DE LEDESMA                                                                            | CAMPO DE LEDESMA                                                                            | CAMPO DE LEDESMA                                                                            | CAMPO DE LEDESMA                                                                            |                                                                                             |                                                                                             |                                                                                             |
|                                                                                             | 9,6                                                                                         |                                                                                             |                                                                                             | CAMPO DE LEDESMA                                                                            | CAMPO DE LEDESMA                                                                            | CAMPO DE LEDESMA                                                                            | CAMPO DE LEDESMA                                                                            |                                                                                             |                                                                                             |                                                                                             |
|                                                                                             | 11,780                                                                                      |                                                                                             |                                                                                             |                                                                                             | Ledesma                                                                                     | Ledesma                                                                                     | Ledesma                                                                                     |                                                                                             |                                                                                             |                                                                                             |
|                                                                                             | 11,780                                                                                      | Villaseco de los Reyes Trabanca                                                             |                                                                                             |                                                                                             |                                                                                             |                                                                                             |                                                                                             |                                                                                             |                                                                                             |                                                                                             |